# Premios TVyNovelas de la Meilleure actrice

## Gagnants et nommés

### Années 1980
| Gagnant             | Gagnant                               | Nommé |                     |                     |                     |                     |                     |                     |
| 1er Prix TVyNovelas | 1er Prix TVyNovelas                   | 1er Prix TVyNovelas | 1er Prix TVyNovelas | 1er Prix TVyNovelas | 1er Prix TVyNovelas | 1er Prix TVyNovelas | 1er Prix TVyNovelas | 1er Prix TVyNovelas |
| ------------------- | ------------------------------------- | --- | ------------------- | ------------------- | ------------------- | ------------------- | ------------------- | ------------------- |
|                     | Silvia Pinal pour Mañana es primavera | - Ana Martín pour Gabriel y Gabriela - Christian Bach pour El amor nunca muere                                                                                   |                     |                     |                     |                     |                     |                     |
| 2e Prix TVyNovelas  |                                       | |                     |                     |                     |                     |                     |                     |
|                     | Christian Bach pour Bodas de odio     | - Irma Lozano pour Amor ajeno - Jacqueline Andere pour El maleficio                                                                                              |                     |                     |                     |                     |                     |                     |
| 3e Prix TVyNovelas  |                                       | |                     |                     |                     |                     |                     |                     |
|                     | Susana Alexander pour La traición     | - Ana Martín pour La pasión de Isabela - Helena Rojo pour La traición                                                                                            |                     |                     |                     |                     |                     |                     |
| 4e Prix TVyNovelas  |                                       | |                     |                     |                     |                     |                     |                     |
|                     | Angélica Aragón pour Vivir un poco    | - Christian Bach pour De pura sangre - Erika Buenfil pour Angélica - Lucía Méndez pour Tú o nadie                                                                |                     |                     |                     |                     |                     |                     |
| 5e Prix TVyNovelas  |                                       | |                     |                     |                     |                     |                     |                     |
|                     | Diana Bracho pour Cuna de lobos       | - Daniela Romo pour El camino secreto - Edith González pour Monte calvario - Norma Herrera pour Cicatrices del alma - Ofelia Medina pour La gloria y el infierno |                     |                     |                     |                     |                     |                     |
| 6e Prix TVyNovelas  |                                       | |                     |                     |                     |                     |                     |                     |
|                     | Verónica Castro pour Rosa salvaje     | - Julieta Rosen pour Senda de gloria - Victoria Ruffo pour Victoria                                                                                              |                     |                     |                     |                     |                     |                     |
| 7e Prix TVyNovelas  |                                       | |                     |                     |                     |                     |                     |                     |
|                     | Christian Bach pour Encadenados       | - Ana Martin pour El pecado de Oyuki - Lucía Méndez pour El extraño retorno de Diana Salazar                                                                     |                     |                     |                     |                     |                     |                     |

### Années 1990
| Gagnant             | Gagnant                                   | Nommé |                    |                    |                    |                    |                    |                    |
| 8e Prix TVyNovelas  | 8e Prix TVyNovelas                        | 8e Prix TVyNovelas | 8e Prix TVyNovelas | 8e Prix TVyNovelas | 8e Prix TVyNovelas | 8e Prix TVyNovelas | 8e Prix TVyNovelas | 8e Prix TVyNovelas |
| ------------------- | ----------------------------------------- | --- | ------------------ | ------------------ | ------------------ | ------------------ | ------------------ | ------------------ |
|                     | María Sorté pour Mi segunda madre         | - Angélica Aragón pour La casa al final de la calle - Victoria Ruffo pour Simplemente María                                                                      |                    |                    |                    |                    |                    |                    |
| 9e Prix TVyNovelas  |                                           | |                    |                    |                    |                    |                    |                    |
|                     | Verónica Castro pour Mi pequeña Soledad   | - Angélica Aragón pour Días sin luna - Daniela Romo pour Balada por un amor - Jacqueline Andere pour Ángeles blancos - Leticia Calderón pour Yo compro esa mujer |                    |                    |                    |                    |                    |                    |
| 10e Prix TVyNovelas |                                           | |                    |                    |                    |                    |                    |                    |
|                     | Diana Bracho pour Cadenas de amargura     | - Erika Buenfil pour Vida robada - Lucía Méndez pour Amor de nadie                                                                                               |                    |                    |                    |                    |                    |                    |
| 11e Prix TVyNovelas |                                           | |                    |                    |                    |                    |                    |                    |
|                     | María Sorté pour De frente al sol         | - Thalía pour María Mercedes - Leticia Calderón pour Valeria y Maximiliano                                                                                       |                    |                    |                    |                    |                    |                    |
| 12e Prix TVyNovelas |                                           | |                    |                    |                    |                    |                    |                    |
|                     | Edith González pour Corazón salvaje       | - Leticia Calderon pour Entre la vida y la muerte - Victoria Ruffo pour Capricho                                                                                 |                    |                    |                    |                    |                    |                    |
| 13e Prix TVyNovelas |                                           | |                    |                    |                    |                    |                    |                    |
|                     | Rebecca Jones pour Imperio de cristal     | - Angélica María pour Agujetas de color de rosa - Thalía pour Marimar                                                                                            |                    |                    |                    |                    |                    |                    |
| 14e Prix TVyNovelas |                                           | |                    |                    |                    |                    |                    |                    |
|                     | Lucero pour Lazos de amor                 | - Angélica Rivera pour La dueña - Helena Rojo pour Retrato de familia                                                                                            |                    |                    |                    |                    |                    |                    |
| 15e Prix TVyNovelas |                                           | |                    |                    |                    |                    |                    |                    |
|                     | Daniela Castro pour Cañaveral de pasiones | - Erika Buenfil pour Marisol - Leticia Calderón pour La antorcha encendida - Maribel Guardia pour Tú y yo                                                        |                    |                    |                    |                    |                    |                    |
| 16e Prix TVyNovelas |                                           | |                    |                    |                    |                    |                    |                    |
|                     | Angélica Aragón pour Mirada de mujer      | - Erika Buenfil pour Marisol - Claudia Ramírez pour Te sigo amando - Leticia Calderón pour Esmeralda                                                             |                    |                    |                    |                    |                    |                    |
| 17e Prix TVyNovelas |                                           | |                    |                    |                    |                    |                    |                    |
|                     | Helena Rojo pour El privilegio de amar    | - Erika Buenfil pour Marisol - Gabriela Spanic pour La usurpadora - Victoria Ruffo pour Vivo por Elena                                                           |                    |                    |                    |                    |                    |                    |

### Années 2000
| Gagnant             | Gagnant                                    | Nommé |                     |                     |                     |                     |                     |                     |
| 18e Prix TVyNovelas | 18e Prix TVyNovelas                        | 18e Prix TVyNovelas | 18e Prix TVyNovelas | 18e Prix TVyNovelas | 18e Prix TVyNovelas | 18e Prix TVyNovelas | 18e Prix TVyNovelas | 18e Prix TVyNovelas |
| ------------------- | ------------------------------------------ | --- | ------------------- | ------------------- | ------------------- | ------------------- | ------------------- | ------------------- |
|                     | Leticia Calderón pour Laberintos de pasión | - Edith González pour Nunca te olvidaré - Erika Buenfil pour Tres mujeres                                                                                             |                     |                     |                     |                     |                     |                     |
| 19e Prix TVyNovelas |                                            | |                     |                     |                     |                     |                     |                     |
|                     | Lucero pour Mi destino eres tú             | - Anahí pour Primer amor, a mil por hora - Aracely Arámbula pour Abrázame muy fuerte                                                                                  |                     |                     |                     |                     |                     |                     |
| 20e Prix TVyNovelas |                                            | |                     |                     |                     |                     |                     |                     |
|                     | Adela Noriega pour El manantial            | - Angélica Rivera pour Sin pecado concebido - Edith González pour Salomé                                                                                              |                     |                     |                     |                     |                     |                     |
| 21e Prix TVyNovelas |                                            | |                     |                     |                     |                     |                     |                     |
|                     | Yadhira Carrillo pour La otra              | - Aracely Arámbula pour Las vías del amor - Karyme Lozano pour Niña amada mía                                                                                         |                     |                     |                     |                     |                     |                     |
| 22e Prix TVyNovelas |                                            | |                     |                     |                     |                     |                     |                     |
|                     | Adela Noriega pour Amor Real               | - Susana González pour Velo de novia - Yadhira Carrillo pour Amarte es mi pecado                                                                                      |                     |                     |                     |                     |                     |                     |
| 23e Prix TVyNovelas |                                            | |                     |                     |                     |                     |                     |                     |
|                     | Bárbara Mori pour Rubí                     | - Edith González pour Mujer de madera - Patricia Manterola pour Apuesta por un amor                                                                                   |                     |                     |                     |                     |                     |                     |
| 24e Prix TVyNovelas |                                            | |                     |                     |                     |                     |                     |                     |
|                     | Lucero pour Alborada                       | - Adela Noriega pour La esposa virgen - Ninel Conde pour Rebelde - Victoria Ruffo pour La madrastra                                                                   |                     |                     |                     |                     |                     |                     |
| 25e Prix TVyNovelas |                                            | |                     |                     |                     |                     |                     |                     |
|                     | Angélica Vale pour La fea más bella        | - Alejandra Barros pour La verdad oculta - Ana Layevska pour Las dos caras de Ana - Jacqueline Bracamontes pour Heridas de amor - Karyme Lozano pour Amar sin límites |                     |                     |                     |                     |                     |                     |
| 26e Prix TVyNovelas |                                            | |                     |                     |                     |                     |                     |                     |
|                     | Angélica Rivera pour Destilando amor       | - Mayrín Villanueva pour Yo amo a Juan Querendón - Susana González pour Pasión                                                                                        |                     |                     |                     |                     |                     |                     |
| 27e Prix TVyNovelas |                                            | |                     |                     |                     |                     |                     |                     |
|                     | Blanca Guerra pour Alma de hierro          | - Adela Noriega pour Fuego en la sangre - Jacqueline Bracamontes pour Las tontas no van al cielo                                                                      |                     |                     |                     |                     |                     |                     |

### Années 2010
| Winner                 | Winner                                            | Nominated |                        |                        |                        |                        |                        |                        |
| 28th TVyNovelas Awards | 28th TVyNovelas Awards                            | 28th TVyNovelas Awards | 28th TVyNovelas Awards | 28th TVyNovelas Awards | 28th TVyNovelas Awards | 28th TVyNovelas Awards | 28th TVyNovelas Awards | 28th TVyNovelas Awards |
| ---------------------- | ------------------------------------------------- | --- | ---------------------- | ---------------------- | ---------------------- | ---------------------- | ---------------------- | ---------------------- |
|                        | Itatí Cantoral for Hasta que el dinero nos separe | - Aracely Arámbula for Corazón salvaje - Jacqueline Bracamontes for Sortilegio - Lucero for Mañana es para siempre                                                                             |                        |                        |                        |                        |                        |                        |
| 29th TVyNovelas Awards |                                                   | |                        |                        |                        |                        |                        |                        |
|                        | Angelique Boyer for Teresa                        | - Ariadne Díaz for Llena de amor - Lucero for Soy tu dueña - Rebecca Jones for Para volver a amar                                                                                              |                        |                        |                        |                        |                        |                        |
| 30th TVyNovelas Awards |                                                   | |                        |                        |                        |                        |                        |                        |
|                        | Sandra Echeverría for La fuerza del destino       | - Ana Brenda Contreras for La que no podía amar - Maite Perroni for Triunfo del amor - Anahí for Dos hogares - Mayrín Villanueva for Una familia con suerte                                    |                        |                        |                        |                        |                        |                        |
| 31st TVyNovelas Awards |                                                   | |                        |                        |                        |                        |                        |                        |
|                        | Victoria Ruffo for Corona de lágrimas             | - Angelique Boyer for Abismo de pasión - Lucero for Por ella soy Eva - Zuria Vega for Un refugio para el amor                                                                                  |                        |                        |                        |                        |                        |                        |
| 32nd TVyNovelas Awards |                                                   | |                        |                        |                        |                        |                        |                        |
|                        | Erika Buenfil for Amores verdaderos               | - Ana Brenda Contreras for Corazón indomable - Blanca Soto for Porque el amor manda - Mayrin Villanueva for Mentir para vivir                                                                  |                        |                        |                        |                        |                        |                        |
| 33rd TVyNovelas Awards |                                                   | |                        |                        |                        |                        |                        |                        |
|                        | Adriana Louvier for Yo no creo en los hombres     | - Angelique Boyer for Lo que la vida me robó - Ariadne Díaz for La malquerida - Esmeralda Pimentel for El color de la pasión - Maite Perroni for La gata - Zuria Vega for Qué pobres tan ricos |                        |                        |                        |                        |                        |                        |
| 34th TVyNovelas Awards |                                                   | |                        |                        |                        |                        |                        |                        |
|                        | Maite Perroni for Antes muerta que Lichita        | - Esmeralda Pimentel for La vecina - Livia Brito for Muchacha italiana viene a casarse - Michelle Renaud for La sombra del pasado - Zuria Vega for Que te perdone Dios                         |                        |                        |                        |                        |                        |                        |
| 35th TVyNovelas Awards |                                                   | |                        |                        |                        |                        |                        |                        |
|                        | Angelique Boyer for Tres veces Ana                | - Adriana Louvier for Sin rastro de ti - Claudia Álvarez for Simplemente María - Irene Azuela for El hotel de los secretos - Silvia Navarro for La candidata                                   |                        |                        |                        |                        |                        |                        |
| 36th TVyNovelas Awards |                                                   | |                        |                        |                        |                        |                        |                        |
|                        | Maite Perroni for Papá a toda madre               | - Adriana Louvier for Caer en tentación - Ariadne Díaz for La doble vida de Estela Carrillo - Silvia Navarro for Caer en tentación - Zuria Vega for Mi marido tiene familia                    |                        |                        |                        |                        |                        |                        |
| 37th TVyNovelas Awards |                                                   | |                        |                        |                        |                        |                        |                        |
|                        | Angelique Boyer for Amar a muerte                 | - Michelle Renaud for Hijas de la luna - Livia Brito for La Piloto - Susana González for Mi marido tiene familia - Zuria Vega for Mi marido tiene familia                                      |                        |                        |                        |                        |                        |                        |

## Records
- Actrice la plus primée : Lucero et Angelique Boyer, 3 fois.
- Actrice la plus nommée : Leticia Calderón, Victoria Ruffo et Lucero avec 6 nominations.
- La plus jeune gagnante : Angélique Boyer, 22 ans.
- Candidat le plus jeune : Anahí, 18 ans.
- Gagnante la plus âgée : Blanca Guerra, 56 ans.
- Nommés les plus âgés : Jacqueline Andere, Victoria Ruffo et Rebecca Jones, 54 ans.
- Actrices avec le plus de nominations sans victoire : Zuria Vega avec 5 nominations.
- Actrice gagnante après peu de temps : 
  - Adela Noriega par (El manantial, 2002) et (Amor Real, 2004), différence de 2 ans.
  - Maite Perroni par (Antes muerta que Lichita, 2016) et (Papá a toda madre, 2018), 2 ans de différence.
  - Angelique Boyer par (Tres veces Ana, 2017) et (Amar a muerte, 2019), 2 ans de différence.
- Actrice gagnante après une longue période : Angélica Aragón (Vivir un poco, 1986) et (Mirada de mujer, 1998), 12 ans de différence.
- Actrices qui ont remporté le prix pour le même rôle : 
  - Christian Bach (Bodas de odio, 1983) et Adela Noriega (Amor Real, 2003)
  - Lucero (Lazos de Amor, 1995) et Angelique Boyer (Tres veces Ana, 2016)
- Actrices nommées pour le même rôle sans gagner : 
  - Lucía Méndez (Tú o nadie, 1985) et Jacqueline Bracamontes (Sortilegio, 2009).
  - Edith González (Monte calvario, 1986), Claudia Ramírez (Te sigo amando, 1996) et Ana Brenda Contreras (La que no podía amar, 2011).
  - Victoria Ruffo (Victoria, 1987) et Livia Brito (Muchacha italiana viene a casarse, 2014).
  - Leticia Calderón (Yo compro esa mujer, 1990) et Aracely Arámbula (Corazón Salvaje, 2010).
  - Leticia Calderón (Valeria y Maximiliano, 1991) et Jacqueline Bracamontes (Heridas de Amor, 2005).
  - Thalía (Marimar, 1994) et Ana Brenda Contreras (Corazón indomable, 2013).
  - Angélica Rivera (La dueña, 1995) et Lucero (Soy tu dueña, 2010).
  - Aracely Arámbula (Abrázame muy fuerte, 2000) et Zuria Vega (Que te perdone Dios, 2015).
  - Victoria Ruffo (Simplemente María, 1989) et Claudia Álvarez (Simplemente María, 2016).
- Actrices remportant cette catégorie, bien qu'elles aient été comme méchantes principales : Susana Alexander (La traición, 1985), Diana Bracho (Cadenas de amargura, 1991), Barbara Mori (Rubí, 2004) et Angelique Boyer (Teresa, 2010)
- L'actrice a été nommée dans cette catégorie, bien qu'elle ait joué en tant que méchant principal : Lucero (Mañana es para siempre, 2010)
- Actrices étrangères gagnantes : 
  - Christian Bach d'Argentine
  - Bárbara Mori d'Uruguay
  - Angelique Boyer de France